# SFOR
Stabilizacijska sila (angleško Stabilization Force, SFOR; tudi Sfor) je bila mednarodna vojaška sila, ki je delovala pod poveljstvom Nata.
Z ustanovitvijo leta 1996 je nadomestila predhodni IFOR, po njeni razpustitvi leta 2004 pa je njeno vlogo zamenjala EUFOR Althea.

## Zgodovina
- SFOR I
- SFOR II
- SFOR III
- SFOR IV
- SFOR V
- SFOR VI
- SFOR VII
- SFOR VIII
- SFOR IX
- SFOR X
- SFOR XI

## Države udeleženke
(države, ki so prenehale sodelovati v Sforju, so napisano poševno)
Albanija, Argentina, Avstralija, Avstrija, Belgija, Bolgarija, Češka, Čile, Danska, Estonija, Finska, Francija, Grčija, Islandija, Italija, Kanada, Latvija, Litva, Luksemburg, Madžarska, Maroko, Nemčija, Nizozemska, Norveška, Nova Zelandija, Poljska, Portugalska, Romunija, Rusija, Slovaška, Slovenija, Španija, Švedska, Turčija, ZDA, Združeno kraljestvo

## Poveljstvo
Poveljniki
(Kopenska vojska Združenih držav Amerike)
- brigadni general Steven P. Schook (5. oktober 2004 - )
- generalmajor Packett (oktober 2003 - 5. oktober 2004)
- generalporočnik William E. Ward (oktober 2002 - oktober 2003)
- generalporočnik John B. Sylvester (september 2001 - oktober 2002)
- generalporočnik Michael L. Dodson ([[september 2000 - september 2001)
- generalporočnik Ronald Emerson Adams (oktober 1999 - september 2000)
- general Montgomery C. Meigs (oktober 1998 - oktober 1999)
- general Eric Ken Shinseki (julij 1997 - oktober 1998)
- general William Crouch (november 1996 - julij 1997)

## Organizacija
- poveljstvo (Sarajevo)
- Multinational Task Force North (MNTF-N) (Tuzla)
- Multinational Task Force Southeast (MNTF-SE) (Mostar)
- Multinational Task Force Northwest (MNTF-NW) (Banja Luka)
- Theatre Troops (Bosna in Hercegovina)